# Ungnadia
Genre
Espèce
Classification APG III (2009)
Ungnadia est un genre de plantes de la famille des Sapindaceae.
Il ne comprend qu'une seule espèce Ungnadia speciosa qui un arbuste ou un petit arbre originaire du nord-est du Mexique et des zones limitrophes du Texas et du Nouveau-Mexique. Il est très proche des marronniers du genre Aesculus, il en diffère par ses feuilles alternes à 5 ou 7 folioles.

### GenreUngnadia
- (en) Catalogue of Life : Ungnadia Endl. (consulté le 11 décembre 2020)
- (fr + en) ITIS : Ungnadia  Endl.
- (en) NCBI : Ungnadia (taxons inclus)
- (en) GRIN : genre Ungnadia  Endl. (+liste d'espèces contenant des synonymes)

### EspèceUngnadia speciosa
- (en) Catalogue of Life : Ungnadia speciosa Endl. (consulté le 16 décembre 2020)
- (fr + en) ITIS : Ungnadia speciosa  Endl.
- (en) NCBI : Ungnadia speciosa (taxons inclus)
- (en) GRIN : espèce Ungnadia speciosa  Endl.
- (en) International Plant Names Index